# Souheib Dhaflaoui
Souheib Dhaflaoui (født 8. maj 1996 i Danmark) er en dansk fodboldspiller med tunesiske rødder, der spiller for FC Helsingør.

## Klubkarriere
Dhaflaoui skiftede i 2012 i en alder af 16 år fra Boldklubben af 1893 til FC Nordsjælland, hvor han skrev under på en treårig kontrakt.
Han blev rykket op i klubbens førsteholdstrup i juli 2015, efter i marts samme år at have skrevet under på en forlængelse frem til sommeren 2017. Han fik sin officielle debut i Superligaen den 3. august 2015, da han blev skiftet ind i det 93. minut i stedet for Emiliano Marcondes i 2-1-sejren hjemme over AaB.
Den 31. august 2016 blev det offentliggjort, at Dhaflaoui skiftede til 1. divisionsklubben FC Helsingør på en lejeaftale. Han spillede 8 ligakampe, inden han forlod klubben igen i december 2016.
Sammen med Dominic Oduro deltog Dhaflaoui i januar 2017 i ’Super Draft’ i MLS Combine i et forsøg på at tilspille sig en kontrakt i USA.

### Næstved Boldklub
Den 31. juli 2017 blev det offentliggjort, at Dhaflaoui skiftede til 2. divisionsklubben Næstved Boldklub.